# Povijest kemije
Suvremena se kemija počela razvijati prije otprilike 200 godina iz drevnih učenja alkemičara prethodnih 2000 godina. Stoljećima u prošlosti mnogi su ljudi koji su se bavili alkemijskim naukovanjem imali u svijesti isti cilj: željeli su otkriti način na koji će pretvoriti proste metale kao što su željezo i olovo u zlato. Bez obzira na njegovu vrijednost, za zlato se vjerovalo i da liječi sve bolesti i daje vječni život.
Alkemiju se može pratiti tisućama godina u prošlost, sve do ideja koje su stvarali filozofi, čarobnjaci i promatrači zvijezda. Najraniji zapisi o alkemiji dolaze iz Egipta (1500 godina pr. Kr.), Kine (600 godina pr. Kr.) i Grčke (500 godina pr. Kr.). Neki ljudi smatraju da riječ alkemija dolazi od arapskog korijena alKhem, što znači umjetnost Egipta. Kao i suvremeni, rani su alkemičari trošili svoje vrijeme pokušavajući promijeniti jednu tvar u drugu. Za razliku od suvremenih kemičara, oni nisu provodili naučne pokuse kako bi otkrili kako se i zašto događaju promjene. Oni su stoljećima miješali i kuhali svoje neobične mješavine i propovijedali svoje čarolije. Iako nisu otkrili način pretvorbe prostih metala u zlato, alkemičari su došli do mnogih korisnih novih sprava i razvili tehnike proizvodnje otopina i razdvajanja smjesa filtracijom i destilacijom.

## Teorije alkemije
Jedna od osnovnih teorija iz doba alkemije bila je teorija o četirima elementima. Tumačenje ove teorije je da se sve tvari sastoje od različitih smjesa samo četiri elemenata. Ovi elementi su zrak, zemlja, vatra i voda. Svaki element sastoji se od parova četiriju svojstava: hladno, suho, vruće i mokro. Vatra je spoj vrućeg i suhog, zemlja suhog i hladnog, zrak vrućeg i mokrog, a voda mokrog i hladnog. Alkemičari bi objasnili proces vrenja vode govoreći da toplina istiskuje hladnoću iz hladno-mokre vode i time tvori vruće-mokar zrak kao što je, primjerice, para.

## Propast alkemije
Nauka o alkemiji dosegla je svoj vrhunac oko 1400. godine. Od tada su ljudi počeli sumnjati u teorije alkemije koje su se prenosile kroz vrijeme. Počeli su provoditi pokuse i vršiti pažljiva mjerenja. Pokušavali su objasniti pojave koje su vidjeli, bez ideja temeljenih na čarolijama i praznovjerju. Proučavanja su postala sve uređenija i imala znanstveni pristup. Istobodno je rasprostranjenost tiskanih knjiga pomogla učenjacima u razmjeni njihovih ideja.

## Rođenje kemije
Kemija i alkemija postojale su zajedno sve do sredine 17. stoljeća. Tada je 1661. godine britanski kemičar Robert Boyle (1627. – 1691.) objavio The Sceptical Chymist. Ova knjiga pomogla je da se kemija odvoji od alkemije i da postavi svoje temelje.Boyle se u postavljanju pravila pomnih znanstvenih istraživanja služio idejama redovnika i filozofa Rogera Bacona. On je opisao pokuse kojima se dokazuje da sustav četiriju elemenata ne može opisati svojstva mnogih tvari. Umjesto toga, Boyle je rekao da je svaki element jedinstvena, čista tvar koja se ne može dijeliti na jednostavnije tvari. Zanimanje za alkemiju potpuno je prestalo kada su se kemičari usredotočili na pročišćavanje tvari i pažljivo istraživanje.

## Otkrića
Britanski je znanstvenik Henry Cavendish godine 1796. otkrio način proizvodnje vodika u plinovitom stanju izlijevanjem kiseline na površinu metala kao što je cink ili željezo. Kada je otkrio da se plamen zapaljene šibice u njegovu prisustvu proširuje, nazvao je ovaj plin „zapaljivi zrak“. Godine 1772. švedski kemičar Karl Scheele (1742. – 1786.) otkrio je prisutnost kisika u zraku. Britanski kemičar Joseph Priestley (1733. – 1804.) pokazao je 1781. da kada vodik izgara u zrak nastaje voda. Svi ovi rezultati prikupljeni su tijekom petnaest godina, ali ih nitko nije u potpunosti razumio. Tada je 1783. francuski kemičar Antoine Lavoisier ponovio eksperimente H. Cavendisha i upotrijebio ideju o elementima kako bi objasnio rezultate. Lavoisier je rekao da su vodik i kisik elementi, a da je voda spoj vodika i kisika. On je također pretpostavio da su metali elementi i da su kiseline spojevi koji sadržavaju vodik. Kada se pomiješaju metali i kiseline, metal zauzima mjesto vodika koji se oslobađa kao plin (Fe + 2HCl -> FeCl2 + H2). Lavoisierova ideja da se elementi razdvajaju jedan od drugoga i udružuju u različitim kombinacijama jedan je od temelja suvremene kemije.

## Vanjske poveznice
Ostali projekti
|  | Zajednički poslužitelj ima još gradiva o temi Povijest kemije |

Mrežna mjesta
- kemija Hrvatska enciklopedija
- N. Trinajstić, S. Paušek-Baždar, Hrvatska kemija u XX. stoljeću I.: razdoblje od početka stoljeća do 8. svibnja 1945., Kemija u industriji 7-8/2007., Hrčak
- N. Trinajstić, M. Kaštelan-Macan, S. Paušek-Baždar, H. Vančik, Hrvatska kemija u XX. stoljeću II.: razdoblje od sloma Nezavisne Države Hrvatske 8. svibnja 1945. do uspostave Republike Hrvatske 25. lipnja 1991., Kemija u industriji 7-8/2007., Hrčak
- N. Trinajstić, M. Kaštelan-Macan, S. Paušek-Baždar, H. Vančik, Hrvatska kemija u XX. stoljeću III.: razdoblje od uspostave Republike Hrvatske 25. lipnja 1991. do kraja stoljeća, Kemija u industriji 11-12/2012., Hrčak
- N. Trinajstić, S. Paušek-Baždar, N. Raos, D. Škare, Hrvatska kemija u XX. stoljeću IV.: hrvatski kemijski časopisi, Kemija u industriji 10/2008., Hrčak

| Portal:Kemija | Portal: Kemija |